# Hupmobile

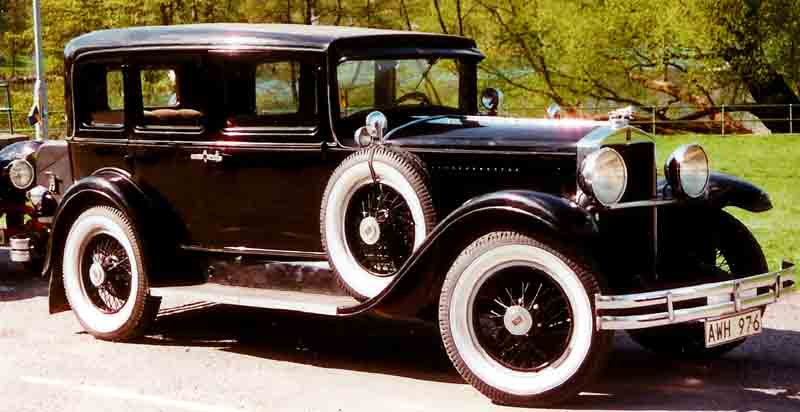
4-deurs Hupmobile Series M De Luxe Century uit 1929

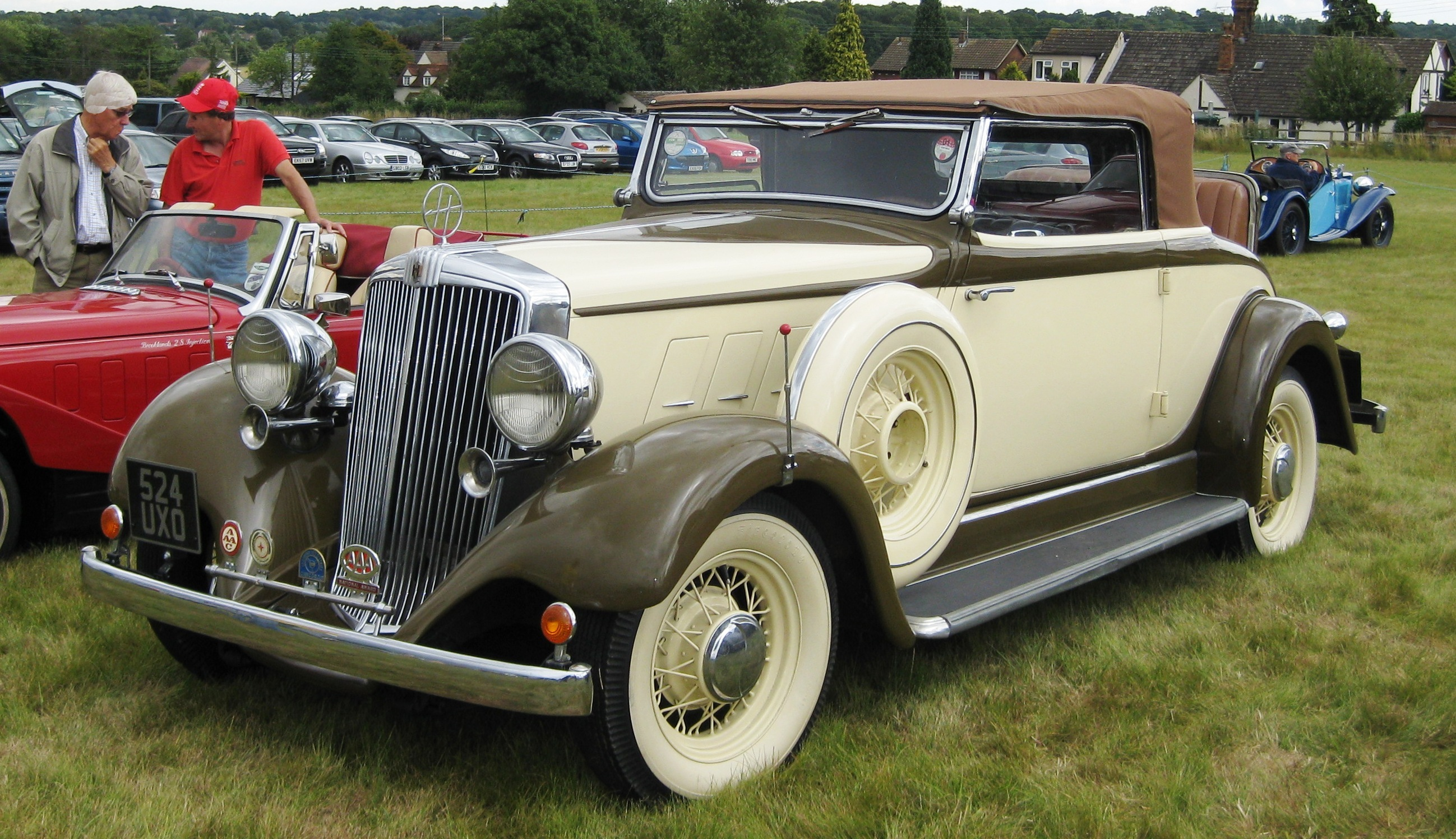
2-deurs Hupmobile (1933)

De Hupmobile was een Amerikaans automerk van 1909 tot 1941, opgericht door Robert C. Hupp, een voormalig werknemer van Oldsmobile en Ford.
In 1911, amper twee jaar na oprichting, verliet Hupp de firma door onenigheden met zijn financiële partners. Zijn latere pogingen om wagens te bouwen, zoals de RCH, de Hupp-Yeats Electric, de Monarch en de Emerson waren geen succes. De Hupp Motor Corporation werd echter wel een succes, onder het beleid van zijn toenmalige partners.
De hupmobiles werden gebouwd in Detroit, Michigan en nadat het bedrijf de Chandler-Cleveland Motors Corporation in 1928 overnam vanwege hun hogere productiecapaciteit werd de productie voortgezet in Cleveland.
Vanaf 1930 ging het langzamerhand bergafwaarts met het merk. Het bedrijf maakte dezelfde fout als veel andere autobouwers in die tijd; door het aanbieden van veel verschillende modellen, in een poging zo veel mogelijk kopers aan te trekken, bleven de productiekosten te hoog om veel winst te maken.
Eind jaren 30 en begin jaren 40, in een laatste poging om de fabriek te redden, gebruikte Hupmobile, in samenwerkingsverband met het merk Graham-Paige, de carrosserieontwerpen van de laatste Cord. Het bleek geen succes, de Graham Hollywood en de Hupmobile Skylark waren de laatste modellen gebouwd door de respectievelijke bedrijven.